# Brildiksnavelmees
De brildiksnavelmees (Suthora conspicillata; synoniem: Sinosuthora conspicillata, Paradoxornis conspicillatus) is een zangvogel uit de familie Paradoxornithidae (diksnavelmezen).

## Verspreiding en leefgebied
Deze soort is endemisch in China en telt twee ondersoorten:
- S. c. conspicillata: centraal China.
- S. c. rocki: westelijk Hubei (het oostelijke deel van Centraal-China).

## Status
De grootte van de populatie is niet gekwantificeerd maar de soort wordt omschreven als niet algemeen. Op de Rode lijst van de IUCN heeft deze soort de status niet bedreigd.